# Americas Rugby Championship 2013
El Americas Rugby Championship de 2013 es la cuarta edición de este torneo que se celebra nuevamente en Langford (Victoria), Canadá.
Juegan las cuatro selecciones americanas mejor ubicadas en el Ranking IRB al igual que el año pasado. Argentina, Canadá y Estados Unidos participan con su segundo seleccionado y Uruguay con el principal que clasificó por su resultado en el Sudamericano en el que fue local.
Los Jaguares argentinos con un buen desempeño se consagraron campeones antes de disputar la tercera y última fecha.

## Equipos participantes
- Argentina (Los Jaguares)

Antonio Ahualli de Chazal, Matías Alemanno, Rodrigo Báez, Facundo Barrea, Gonzalo Bertranou, Juan Ignacio Brex, Joaquín Camacho, Juan Cappiello, Agustín Cartier Viaña, Ariel Castellina, Martín Chiappesoni, Santiago Cordero, Jerónimo De la Fuente, Martín García Veiga, Juan Guerineau, Pedro Imhoff, Matías Masera, Julián Montoya, Ramiro Moyano, Matías Orlando Huirapuca, Francisco Panessi, Sebastián Poet, Lucas Ponce, Bruno Postiglioni, Javier Rojas, Roberto Tejerizo y Esteban Viale.
- Canadá (Canadá A)
- Estados Unidos (USA Select XV)
- Uruguay (Los Teros)

## Posiciones[6]
| Pos. | Equipo        | Encuentros | Encuentros | Encuentros | Encuentros | Tantos  | Tantos    | Tantos     | Puntos Bonus | Puntos Totales |
| Pos. | Equipo        | jugados    | ganados    | empatados  | perdidos   | a favor | en contra | diferencia | Puntos Bonus | Puntos Totales |
| ---- | ------------- | ---------- | ---------- | ---------- | ---------- | ------- | --------- | ---------- | ------------ | -------------- |
| 1    | Jaguares      | 3          | 3          | 0          | 0          | 84      | 23        | + 61       | 2            | 14             |
| 2    | USA Select XV | 3          | 2          | 0          | 1          | 59      | 45        | + 14       | 0            | 8              |
| 3    | Canadá A      | 3          | 1          | 0          | 2          | 41      | 63        | - 22       | 0            | 4              |
| 4    | Uruguay       | 3          | 0          | 0          | 3          | 18      | 71        | - 53       | 1            | 1              |

Nota: Se otorgan 4 puntos al equipo que gane un partido, 2 al que empate y 0 al que pierda
Puntos Bonus: 1 punto por convertir 4 tries o más en un partido y 1 al equipo que pierda por no más de 7 tantos de diferencia

## Resultados[7]

### Primera fecha[8]
| 11 de octubre 18:00 | USA Select XV | 9 - 27  | Jaguares | Westhills Stadium, Langford, Canadá |                                     |
|                     |               | Reporte |          | Árbitro(s): Chris Assmus Inglaterra | Árbitro(s): Chris Assmus Inglaterra |

| 11 de octubre 20:00 | Canadá A | 17 - 10 | Uruguay | Westhills Stadium, Langford, Canadá    |                                        |
|                     |          | Reporte |         | Árbitro(s): Federico Anselmi Argentina | Árbitro(s): Federico Anselmi Argentina |

### Segunda fecha
| 15 de octubre 18:00 | Jaguares | 34 - 0  | Uruguay | Westhills Stadium, Langford, Canadá |  |
|                     |          | Reporte |         |                                     |  |

| 15 de octubre 20:00 | USA Select XV | 30 - 10 | Canadá A | Westhills Stadium, Langford, Canadá |  |
|                     |               | Reporte |          |                                     |  |

### Tercera fecha
| 19 de octubre 15:00 | Uruguay | 8 - 20  | USA Select XV | Westhills Stadium, Langford, Canadá |  |
|                     |         | Reporte |               |                                     |  |

| 19 de octubre 17:00 | Jaguares | 23 - 14 | Canadá A | Westhills Stadium, Langford, Canadá |                                    |
|                     |          | Reporte |          | Árbitro(s): Joaquín Montes Uruguay  | Árbitro(s): Joaquín Montes Uruguay |

| Bandera de Argentina |
| Campeón Jaguares     |
| Cuarto título        |